# 拉京奥津
拉京奥津（1955年6月15日—2021年8月29日），马来西亚从政者，为土著团结党党员。他也是前房屋及地方政府部副部长及沙巴州保佛（2008－2013）国会议员和克里雅斯（1986－2018）州议员，也曾是巫统中央委员 。
1994年加入巫統。1999年起曾經連任三屆沙巴副首席部長。2008年至2009年期間曾入閣任副交通部長。2009年至2012年間轉任副房屋及地方政府部部长。2013年轉投公正黨，成爲沙巴州議會反對黨領袖。2016年退黨創立沙巴人民希望党，爾後加入其它沙巴政黨聯盟組成的沙巴联合阵线，參與2018年全國大選；大選後旋退出。2019年2月解散該黨，並併入土著團結黨，其後受委最高理事。